# Galina Nikolajewna Fokina
Galina Nikolajewna Fokina (russisch Галина Николаевна Фокина; * 17. Januar 1984 in Moskau, Sowjetunion) ist eine ehemalige russische Tennisspielerin.

## Karriere
Galina Fokina, die am liebsten auf Sandplätzen spielte, begann im Alter von sechs Jahren mit dem Tennis. Auf dem ITF Women’s Circuit gewann sie insgesamt elf Einzel- und 23 Doppeltitel.
Ihr bestes Ergebnis auf der WTA Tour war das Finale bei den Tashkent Open 2002, das sie gegen Tetjana Perebyjnis/Tazzjana Putschak mit 5:7 und 2:6 verlor.

## Erfolge

### Einzel
Turniersiege 
| Nr. | Datum         | Turnier    | Kategorie   | Belag | Finalgegnerin             | Ergebnis      |
| --- | ------------- | ---------- | ----------- | ----- | ------------------------- | ------------- |
| 1.  | Dezember 2004 | Kairo      | ITF $10.000 | Sand  | Pauline Parmentier        | 6:4, 6:3      |
| 2.  | November 2005 | Gizeh      | ITF $10.000 | Sand  | Biljana Pawlowa-Dimitrowa | 6:2, 7:5      |
| 3.  | Dezember 2005 | Gizeh      | ITF $10.000 | Sand  | Stefanie Haidner          | 6:2, 6:4      |
| 4.  | März 2006     | Kairo      | ITF $10.000 | Sand  | Silvia Disderi            | 7:5, 6:3      |
| 5.  | April 2006    | Kairo      | ITF $10.000 | Sand  | Corina Corduneanu         | 5:7, 6:4, 6:1 |
| 6.  | Dezember 2006 | Kairo      | ITF $10.000 | Sand  | Émilie Bacquet            | 6:2, 7:68     |
| 7.  | März 2007     | Kairo      | ITF $10.000 | Sand  | Michelle Gerards          | 6:2, 6:2      |
| 8.  | April 2007    | Kairo      | ITF $10.000 | Sand  | Oksana Karyshkova         | 3:6, 6:3, 7:5 |
| 9.  | März 2009     | Gizeh      | ITF $10.000 | Sand  | Oksana Kalaschnikowa      | 6:4, 6:2      |
| 10. | Mai 2009      | Ain Suchna | ITF $10.000 | Sand  | Laura Pous Tió            | 7:62, 7:5     |
| 11. | Juli 2009     | Casablanca | ITF $10.000 | Sand  | Lisa Sabino               | 6:1, 6:2      |

### Doppel

#### Turniersiege
| Nr. | Datum          | Turnier          | Kategorie   | Belag             | Partnerin               | Finalgegnerinnen                           | Ergebnis          |
| --- | -------------- | ---------------- | ----------- | ----------------- | ----------------------- | ------------------------------------------ | ----------------- |
| 1.  | September 2000 | Moskau           | ITF $10.000 | Teppich (Halle)   | Raissa Gurewitsch       | Darja Kustawa Alexandra Zerkalova          | 6:1, 6:0          |
| 2.  | Mai 2001       | Guimarães        | ITF $25.000 | Hartplatz         | Vanessa Menga           | Lenka Cenková Magdalena Zděnovcová         | 6:2, 6:1          |
| 3.  | Juli 2001      | Modena           | ITF $50.000 | Sand              | Nadseja Astrouskaja     | Eugenia Chialvo Conchita Martínez Granados | 6:3, 6:2          |
| 4.  | November 2001  | Stupava          | ITF $10.000 | Hartplatz (Halle) | Eszter Molnár           | Petra Cetkovská Libuše Průšová             | 6:3, 6:4          |
| 5.  | Juli 2002      | Modena           | ITF $10.000 | Sand              | Juliana Fedak           | Gisela Dulko Conchita Martínez Granados    | 6:1, 6:3          |
| 6.  | Februar 2003   | Doha             | ITF $25.000 | Hartplatz         | Gulnara Fattachetdinowa | Adriana Barna Scarlett Werner              | 6:4, 6:3          |
| 7.  | März           | Sankt Petersburg | ITF $25.000 | Hartplatz (Halle) | Gulnara Fattachetdinowa | Irina Bulykina Alena Jaryschka             | 6:0, 6:3          |
| 8.  | Juni 2003      | Marseille        | ITF $50.000 | Sand              | Juliana Fedak           | Andreea Ehritt-Vanc Renata Voráčová        | 6:4, 6:73, 6:3    |
| 9.  | Juli 2004      | Orbetello        | ITF $75.000 | Sand              | Aljona Bondarenko       | Juliana Fedak Andreea Ehritt-Vanc          | 6:75, 6:2, 7:5    |
| 10. | Juli 2004      | Innsbruck        | ITF $50.000 | Sand              | Aljona Bondarenko       | Stanislava Hrozenská Lenka Němečková       | 6:2, 6:4          |
| 11. | September 2004 | Batumi           | ITF $50.000 | Hartplatz         | Aljona Bondarenko       | Anna Bastrikova Irina Kotkina              | 6:2, 6:2          |
| 12. | April 2005     | Kairo            | ITF $10.000 | Sand              | Raissa Gurewitsch       | Katerina Herth Marina Khomenko             | 6:2, 6:1          |
| 13. | November 2005  | Gizeh            | ITF $10.000 | Sand              | Raissa Gurewitsch       | Lizaan du Plessis Leonie Mekel             | 6:3, 6:1          |
| 14. | November 2005  | Gizeh            | ITF $10.000 | Sand              | Raissa Gurewitsch       | Emilia Desiderio Stefanie Haidner          | 6:4, 6:3          |
| 15. | Dezember 2005  | Gizeh            | ITF $10.000 | Sand              | Raissa Gurewitsch       | Lenore Lazaroiu Biljana Pawlowa-Dimitrova  | 6:3, 7:5          |
| 16. | April 2006     | Kairo            | ITF $10.000 | Sand              | Raissa Gurewitsch       | Laura-Ioana Andrei Vojislava Lukic         | 7:62, 5:7, 6:4    |
| 17. | März 2007      | Kairo            | ITF $10.000 | Sand              | Elina Gassanowa         | Anna Floris Valentina Sulpizio             | 7:5, 6:1          |
| 18. | April 2007     | Kairo            | ITF $10.000 | Sand              | Yasmin Hamza            | Laura-Ioana Andrei Antonia-Xenia Tout      | 6:0, 2:6, 6:1     |
| 19. | März 2008      | Kairo            | ITF $10.000 | Sand              | Oksana Kalaschnikowa    | Jelena Tschalowa Inna Sokolova             | 6:4, 6:2          |
| 20. | März 2008      | Kairo            | ITF $10.000 | Sand              | Oksana Kalaschnikowa    | Anna Savitskaya Bibiane Schoofs            | 7:64, 6:4         |
| 21. | März 2009      | Gizeh            | ITF $10.000 | Sand              | Aljona Sotnykowa        | Bibiane Schoofs Sandra Zaniewska           | 6:4, 3:6, [10:8]  |
| 22. | Juni 2009      | Istanbul         | ITF $10.000 | Hartplatz         | Anna Morgina            | Çağla Büyükakçay Pemra Özgen               | 6:4, 4:6, [10:8]  |
| 23. | Juli 2009      | Casablanca       | ITF $10.000 | Sand              | Anna Morgina            | Benedetta Davato Lisa Sabino               | 7:65, 0:6, [10:6] |
| 23. | Dezember 2010  | Ain Suchna       | ITF $10.000 | Sand              | Marina Melnikowa        | Indra Bigi Nicole Clerico                  | 6:3, 2:6, [13:11] |

#### Finalteilnahmen
| Nr. | Datum     | Turnier   | Kategorie   | Belag     | Partnerin | Siegerinnen                          | Ergebnis |
| --- | --------- | --------- | ----------- | --------- | --------- | ------------------------------------ | -------- |
| 1.  | Juni 2002 | Taschkent | WTA Tier IV | Hartplatz | Mia Buric | Tetjana Perebyjnis Tazzjana Putschak | 7:5, 6:2 |